# Нідерландський кінофестиваль
Нідерландський кінофестиваль (нід. Nederlands Film Festival) — це щорічний кінофестиваль, який проходить у вересні та жовтні у місті Утрехті.

## Історія
Нідерландський кінофестиваль було засновано у 1982 році режисером Йосом Стелінґом під назвою «Нідерландські Дні Кіно» (нід. Nederlandse Filmdagen). Спочатку фестиваль було орієнтовано виключно на режисерів, але згодом в нього з'явилася ширша аудиторія. 25-ту ювілейну річницю фестивалю відвідало близько 100.000 глядачів.
Протягом десяти днів фестивалю на ньому показується вся кінопродукція Нідерландів за минулий рік. Окрім повнометражних фільмів до програми також входять короткометражки, документальні фільми та телевізійні програми. Під кінець фестивалю найкращі фільми, режисерів та акторів відзначають кінопремією «Золоте теля».
Разом із Нідерландським кінофондом фестиваль також має спеціальні нагороди за досягнення у кінопрокаті: Кришталевий фільм (10.000 глядачів, для документальних фільмів), Золотий фільм (100.000 глядачів), Платиновий фільм (400.000 глядачів) та Діамантовий фільм (1 000.000 глядачів).

## Нагороди

### Золоте теля
Нагороду «Золоте теля» почали вручати з 1982 року у шести категоріях: Найкращий актор, Найкраща акторка, Найкращий фільм, Найкращий короткометражний фільм, Премія Культури та Заохочувальна премія. У 2004 році загальна кількість категорій дорівнювала 16-ти, через те, що у 2003 році було додано категорії Найкраща операторська робота, Найкращий монтаж, Найкраща музика, Найкращий артдиректор та Найкращий звукорежисер.
Серед відомих нідерландських режисерів та акторів, які отримали «Золоте теля», були Рутгер Гауер, Луїс ван Ґастерен, Пол Верговен, Еді Терстал, Каріс ван Хаутен, Фонс Радемакерс, Мартін Кулховен, Алекс ван Вармердам, Фєдя ван Гюет, Жан Ван Де Вельде, Дік Маас, Марлін Ґоріс, Ян Керкоф, Єрун Крабе, Монік Хендрікс та Рік де Гоер.

#### Номінація «Вибір журі»

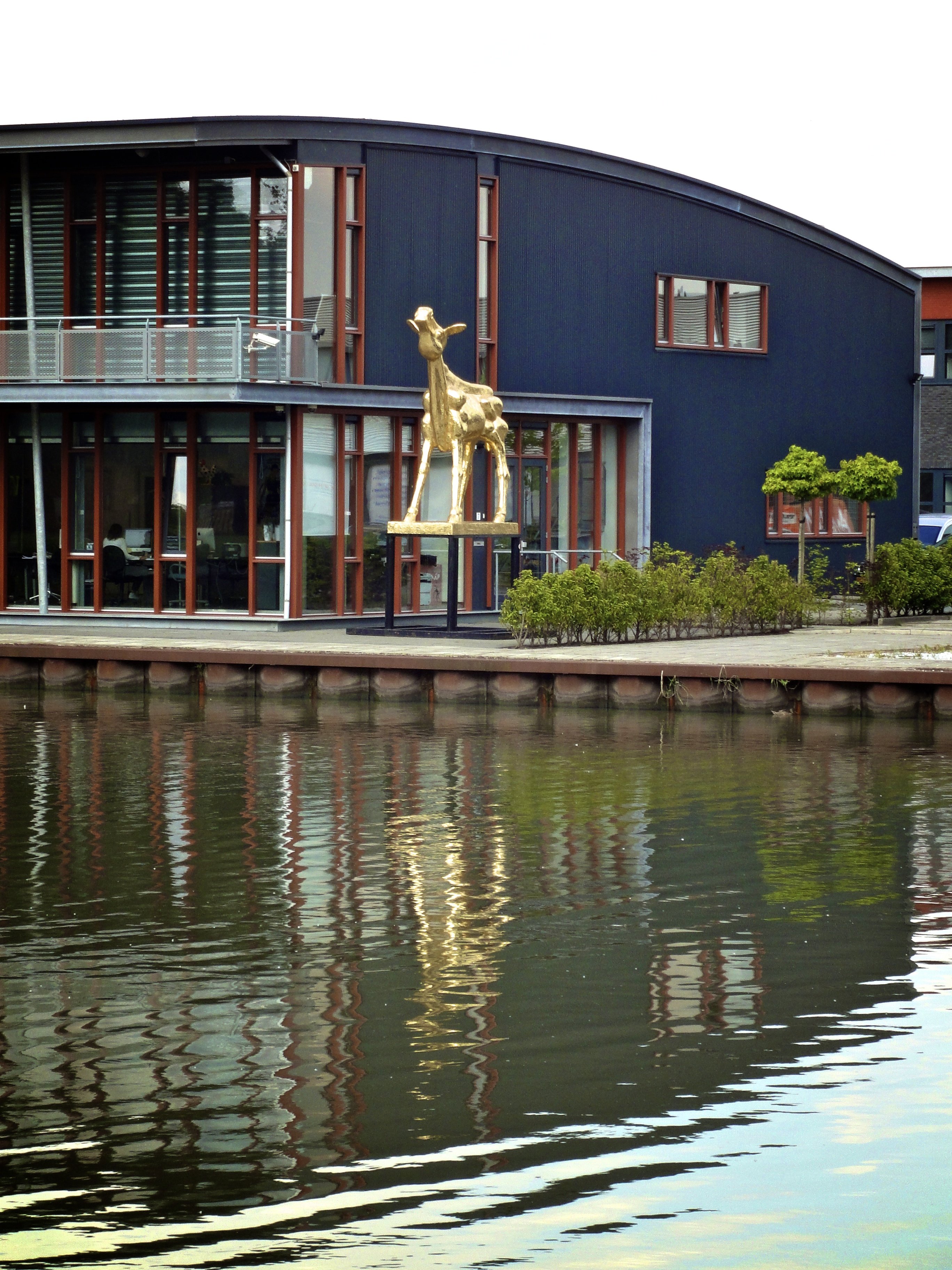
«Золоте теля»

Список фільмів та режисерів, які отримали «Золоте теля» у спеціальній категорії «Вибір журі»:
- 2009 Весь колектив — Можу пройти крізь шкіру (Kan door huid heen)
- 2008 Колектив Вілема де Букелера (Вілем де Букелер, Марко Маас, Рональд Шурбірз)
- 2007 Галіна Рейн та Фєдя ван Гюет — De prins en het meisje
- 2006 Мерседес Шталенгоф — Ik wil nooit beroemd worden
- 2005 Тео ван Гог — 06/05, Медея, за весь внесок у кіно; Вільям Ван Де Сенд Бакгуйзен — Lepel, Leef!, за весь внесок у кіно
- 2004 Альберт тер Гєрт та Мімун Оайясса — Shouf Shouf Habibi!
- 2003 Петер Блок, П'єр Бокма, Ґіїс Шольтен ван Ашат та Яап Спійкерс — Cloaca
- 2002 Джордж Слейзер — Het stenen vlot, та за весь внесок у кіно
- 2001 Весь колектив — Hertenkamp (TV серіал)
- 2000 Пітер ван Гюйсте — 11 робіт
- 1999 Ян Керкгоф — Shabondama Elegy
- 1998 Соня Герман Дольз — Lagrimas Negras
- 1997 Ар'ян Едервен — за весь внесок у кіно
- 1996 Ганс Геїйнен — De waterwolf van Itteren, Uncle Frank, Strike Out
- 1995 Джені Теміне — за костюми
- 1994 Аріен Шлутер — 06
- 1993 Петер Дельпе — The Forbidden Quest
- 1992 Том Гофман — De domeinen Ditvoorst, серед інших його робіт
- 1991 Пім де ла Парра — за весь внесок у кіно
- 1990 Фелікс де Рой та Норман де Пальм — Ava & Gabriel
- 1989 Анеке Блок — Uw mening graag
- 1988 Алехандро Агресті — Love Is a Fat Woman
- 1987 Віл ван Кралінген — Havinck
- 1986 Йос Стеллінг — De Wisselwachter
- 1985 Орлоу Сенке — Pervola
- 1984 Ерік де Кюпер — Naughty Boys
- 1983 Анет Апон — Giovanni, та інші праці.

### Інші спеціальні нагороди
Окрім «Золотого тельця» існують також інші спеціальні нагороди:
- Нагорода нідерландських критиків
- Нагорода міста Утрехта
- Нагорода кінотеатру Тушинського
- Нагорода для студентів
- Нагорода каналу NPS за найкращий короткометражний фільм
- «Пивна нагорода» Grolsch